# Manantali
Manantali je přehradní nádrž s hydroelektrárnou na řece Bafing v kraji Kayes na západě Mali. Sypaná hráz je vysoká 68 metrů a dlouhá 1476 metrů, umělé jezero má rozlohu 477 km².
V roce 1972 založily Mali, Mauritánie a Senegal sdružení Organisation pour la mise en valeur du fleuve Sénégal (česky Organizace pro rozvoj povodí řeky Senegal), jehož cílem byla výstavba přehrad v povodí řeky Senegal, které by regulovaly záplavy, usnadňovaly lodní dopravu a vyráběly elektrickou energii. Problémy s financováním projektu vedly k tomu, že stavba přehrady Manatali byla zahájena až roku 1982 a dokončena v roce 1988, elektrárna se začala stavět v roce 1997 a byla uvedena do provozu v červenci 2001. Elektrárna má pět Kaplanových turbín, vyrábí 740 gigawatthodin ročně, koeficient ročního využití činí 42 %. Za účelem dodávky energie do všech tří zúčastněných zemí bylo vybudováno 1400 km rozvodných sítí. Voda z umělého jezera se využívá k zavlažování.
Stavba bývá kritizována jako megalomanský projekt, jehož užitečnost zdaleka nevyváží negativní dopady. Byla zatopena kvalitní půda s množstvím polí a lesů, což vedlo k proměně mikroklimatu, okolo dvanácti tisíc lidí muselo být přesídleno (většina z nich nedostala jako náhradu žádnou půdu) a zaniklo původní zemědělství založené na pravidelných záplavách, které na zavlažovaném území nahradila méně výnosná monokultura rýže. Změna druhového složení ryb v přehradě poškodila místní rybolov, umělá nádrž se navíc stala líhní parazitů přenášejících schisostomózu.